# 石川民部
石川民部（いしかわ みんぶ）は、武蔵国松伏領村で代々続く名主。

## 概要
石川民部家は、武蔵国松伏領村（現：埼玉県松伏町）の豪農で、1,000町歩余り・石高10,000石超も有する大地主。代々名主を務めた。
松伏という地名の由来自体が、石川民部家の松の樹形が伏せ松であったからという説がある。
石川民部家は、江戸時代に、将軍の日光社参、江戸川の開鑿や改修、新田開発や寺院の整備などに尽力し、褒賞に浴し苗字帯刀を許された。
有栖川宮・東伏見宮・北白川宮様が明治11年に石川民部家を桃花遊覧に来訪し、臥龍軒の扁額を賜った。
明治時代以降は、松伏村会議長、松伏村長、松伏町長などを務めた。

## 沿革
- 慶長15年、民部法名香林道善禅定門没。
- 寛永9年、民部法名静栖禅定門没。
- 慶安4年、民部法名道性禅定門没。

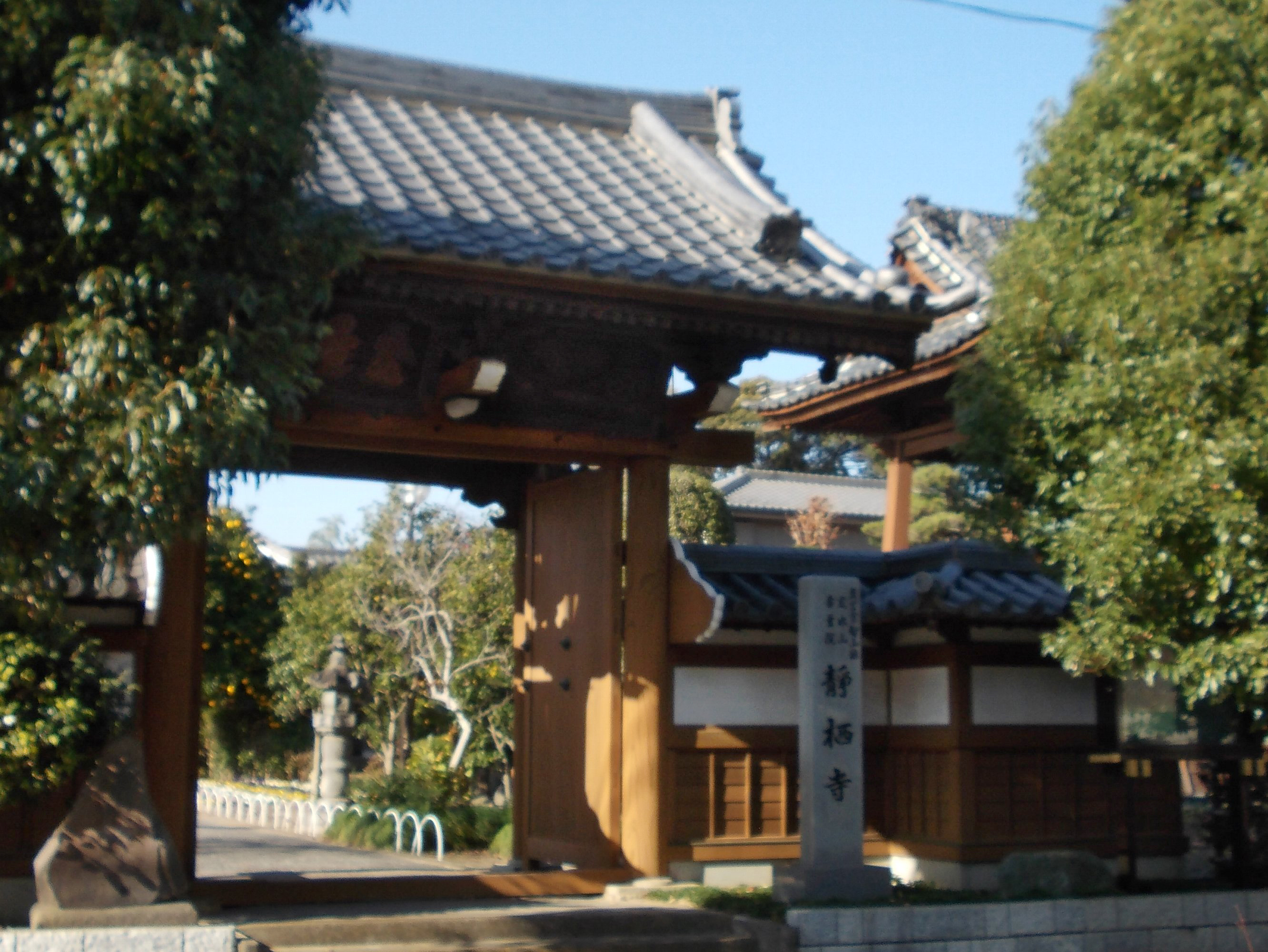
静栖寺

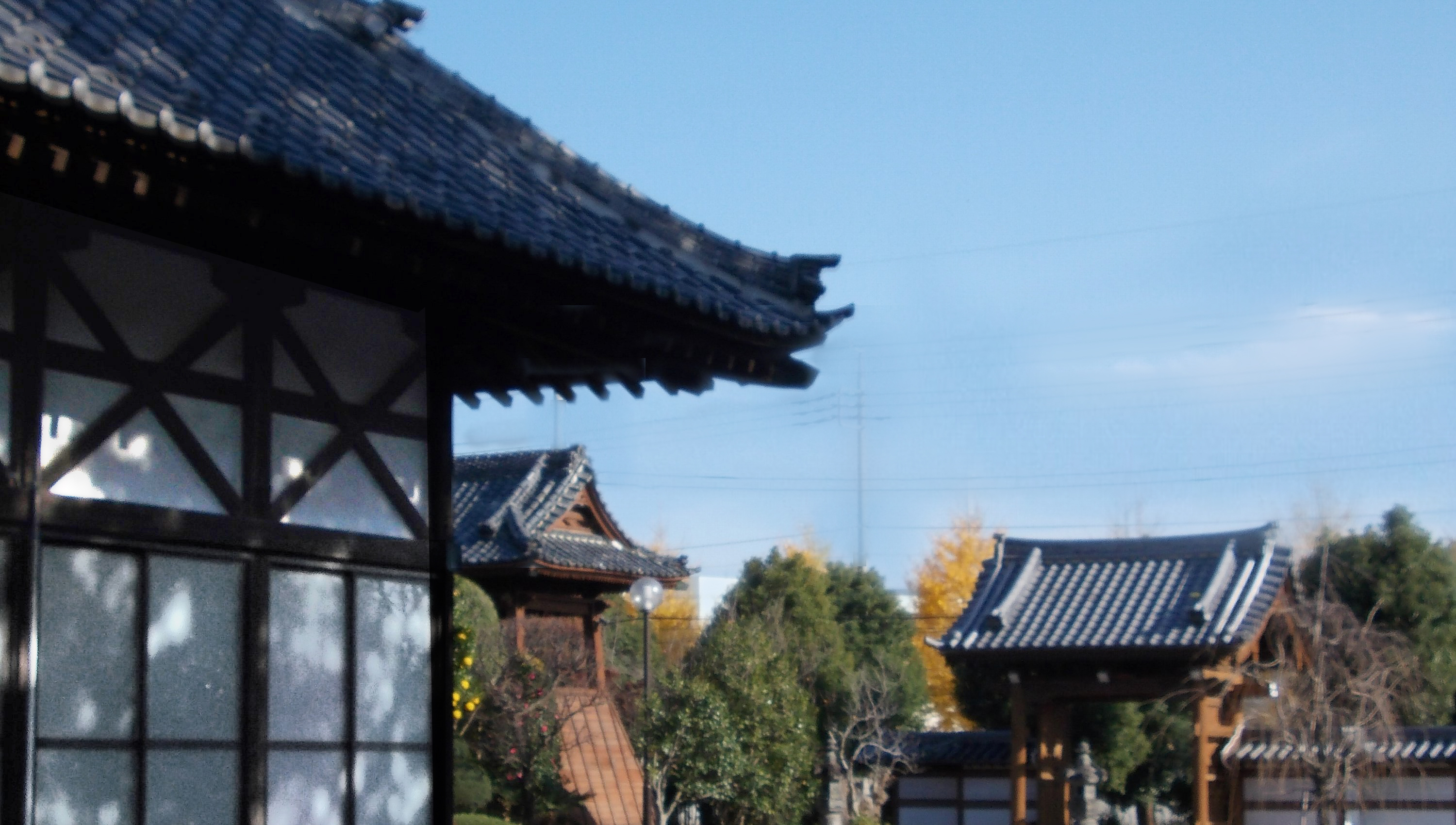
静栖寺

- 寛文9年、三輪野江村定勝寺、鐘銘に松伏村・石川民部。
- 延宝4年、興善院義山道忠法眼没。
- 宝暦11年、御鷹場野廻り役・石川左仲。
- 文政11年、大門宿会田文書に、松伏村大惣代・石川民部。
- 文化2年、戸長・石川翁助・生。
- 天保8年、戸長・石川宇右衛門生。
- 弘化4年、副戸長・石川金右衛門生。
- 嘉永2年、石川鳳蔵・生。
- 安政3年、名主石川民部・其子名主・石川謙三郎。
- 文久3年、松伏領村助役・石川金平・生。
- 明治元年、石川欣一郎・生。
- 明治15年、県下富農24名の内に、県会議員松伏村・石川鳳蔵。
- 明治25年、石川仁平次・生。
- 明治30年、貴族院多額納税者互選人名簿に、農業・石川鳳蔵。国税1618円。
- 明治30年、人名録に醤油製造業・石川宇右衛門。
- 明治44年、石川鳳蔵・国税2543円・県下12位、
- 大正12年、大地主名簿に松伏領村・石川欣一郎・田59町四反歩・畑38町歩所有。
- 大正14年、松伏・石川欣一郎県会議員・国税2811円。
- 大正14年、松伏・石川仁平次・国税3066円。

## 歴代当主
| 代   | 氏名   | 生年 | 没年   | 備考 |
| ---- | ------ | ---- | ------ | ---- |
| 初代 | 幸道   |      | 1610年 |      |
| 2代  | 幸直   |      | 1632年 |      |
| 3代  | 道性   |      | 1651年 |      |
| 4代  | 幸正   |      | 1676年 |      |
| 5代  | 幸重   |      | 1689年 |      |
| 6代  | 幸久   |      | 1708年 |      |
| 7代  | 幸定   |      | 1737年 |      |
| 8代  | 幸寛   |      | 1751年 |      |
| 9代  | 幸孝   |      | 1758年 |      |
| 10代 | 観理   |      | 1795年 |      |
| 11代 | 観智   |      | 1815年 |      |
| 12代 | 高豹   |      | 1852年 |      |
| 13代 | 好豹   |      |        |      |
| 14代 | 鳳蔵   |      |        |      |
| 15代 | 欣一郎 |      |        |      |
| 16代 | 薫     |      |        |      |